# توماشوف مازوویتسکی
توماشوف مازوویتسکی (به لاتین: Tomaszów Mazowiecki, pronounced [ tɔˈmaʂuf mazɔˈvjɛt͡ski ]) یک شهر در لهستان است که در شهرستان توماشوف مازوویتسکی واقع شده‌است.

## خصوصیات
توماشوف مازوویتسکی ۴۱٫۳ کیلومترمربع مساحت و ۶۶٬۷۰۵ نفر جمعیت دارد.

## خواهرخوانده
شهرهای پراتو و ایوانو-فرانکیفسک خواهرخوانده‌های توماشوف مازوویتسکی هستند.